# ВЕС Касімча
ВЕС Касімча — вітрова електростанція в Румунії у повіті Тульча.
Площадку для станції обрали на сході країни у регіоні Добруджа, відомому своїми сильними вітрами. За реалізацію проекту взялась австрійська компанія Verbund, яка у 2012 році встановила тут 43 вітрові турбіни німецької компанії Enercon типу E-82/2.3 із одиничною потужністю 2,3 МВт. При діаметрі ротору у 82 метри вони монтувались на башти висотою 108 метрів. Враховуючи особливості ґрунту, для спорудження останніх прийшлось використовувати у складі фундаментів палі довжиною 43 метри.
Наступного року на ВЕС змонтували ще 45 турбін, у тому числі 34 типу Enercon типу E-101/3 із збільшеною одиничною потужністю 3 МВт та діаметром ротора 101 метр. Всього ж потужність вітроелектростанції зросла до 226,2 МВт.
Первісно планувалось наростити потужність станції до 280 МВт, при цьому вона повинна була стати частиною більш масштабного проекту Тополог — Касімча — Даені — Дорбанту, із потужністю кількох ВЕС  у 600—700 МВт. Проте певні зміни в румунському законодавстві, які істотно вплинули на рентабельність вітроенергетичних проектів, призвели до рішення призупинити розширення. При цьому компанія Verbund визнала в 2014 році збитки у 144 млн.євро, пов'язані з румунськими вітровими активами.
Продукція ВЕС Касімча видається через спеціально споруджену трансформаторну станцію 400 кВ.